# Veia safena magna
A veia safena magna, safena interna ou grande safena é a veia superficial principal (subcutânea) da perna e da coxa.
Se origina de onde a veia dorsal do primeiro dedo do pé se une com o arco venoso dorsal do pé. Depois de passar anteriormente ao maléolo medial (onde pode ser frequentemente visualizada e palpada), ela sobe pelo lado medial da perna. No joelho, ela corre para a borda posterior do epicôndilo interno do fêmur. A veia safena magna então segue lateralmente até atingir a virilha onde se curva em forma de cajado (a crossa da safena) para atravessar uma abertura na fáscia cribiforme chamada de abertura da safena. Une-se com a veia femoral na região do triângulo de Scarpa.
A veia safena é frequentemente usada em cirurgias para efectuar "bypass" arterial, como por exemplo o bypass coronários, ponte de safena ou "pontagem coronária"

## Imagens adicionais

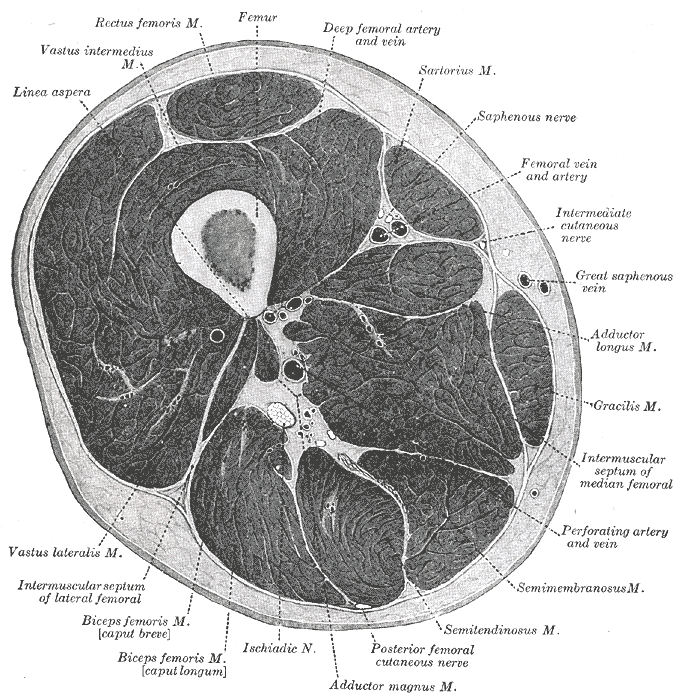
Secção transversal através do meio da virilha.
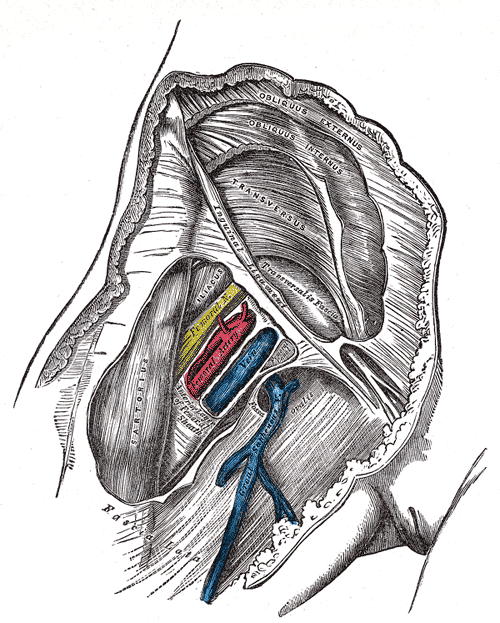
Bainha femoral aberta para mostrar seus três compartimentos.
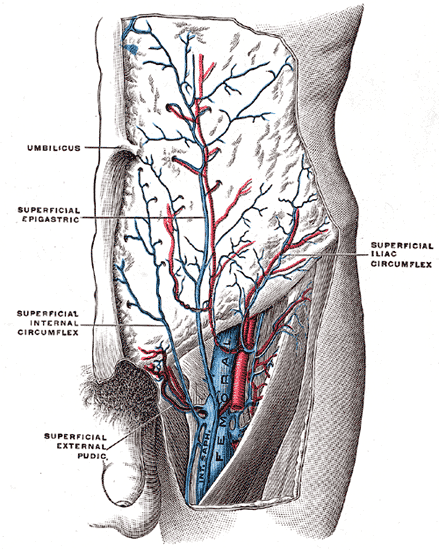
A veia femoral e suas tributárias.